# 小行星4232
小行星4232（英語：4232 Aparicio）是一颗围绕太阳公转的小行星。1977年2月13日，菲利克斯·阿圭勒天文台在圣胡安省发现了此天体。
这颗小行星的绝对星等为277.8202851774896等。